# Tatchał-Ongoj
Tatchał-Ongoj (ros. Татхал-Онгой) – wieś (dieriewnia) w Rosji, w obwodzie irkuckim, w Ust-Ordyńsko-Buriackim Okręgu Autonomicznym, w rejonie nukuckim. W 2010 liczyła 723 mieszkańców.